# Damāgh
Damāgh (persiska: دماغ) är en ort i Iran.   Den ligger i provinsen Golestan, i den norra delen av landet, 400 km nordost om huvudstaden Teheran. Damāgh ligger 65 meter över havet och antalet invånare är 286.
Terrängen runt Damāgh är platt. Runt Damāgh är det ganska tätbefolkat, med 65 invånare per kvadratkilometer. Närmaste större samhälle är Qūlāq Būrteh, 15,2 km nordost om Damāgh. Omgivningarna runt Damāgh är i huvudsak ett öppet busklandskap.